# Studence, Žalec
Studence este o localitate din comuna Žalec, Slovenia, cu o populație de 479 de locuitori.